# Saint-Onen-la-Chapelle
Saint-Onen-la-Chapelle ist eine Gemeinde in der Bretagne in Frankreich. Sie gehört zum Département Ille-et-Vilaine, zum Arrondissement Rennes und zum Kanton Montauban-de-Bretagne. Sie grenzt im Nordwesten an Saint-Méen-le-Grand, im Norden an Le Crouais, im Nordosten an Montauban-de-Bretagne, im Osten an Boisgervilly, im Südosten an Iffendic und Saint-Maugan, im Süden an Muel und im Südwesten an Gaël. Die Bewohner nennen sich Onenais oder Onenaise. Das Siedlungsgebiet liegt auf ungefähr 100 Metern über Meereshöhe.

## Bevölkerungsentwicklung
| Jahr      | 1962 | 1968 | 1975 | 1982 | 1990 | 1999 | 2008 | 2013 |
| --------- | ---- | ---- | ---- | ---- | ---- | ---- | ---- | ---- |
| Einwohner | 832  | 803  | 762  | 667  | 713  | 784  | 1021 | 1184 |

## Sehenswürdigkeiten
- Kirche Saint-Onen
- Kriegerdenkmal
- Schlösser Le Bois-Basset, Le Plessis-Echardel und Le Bois-Hamon

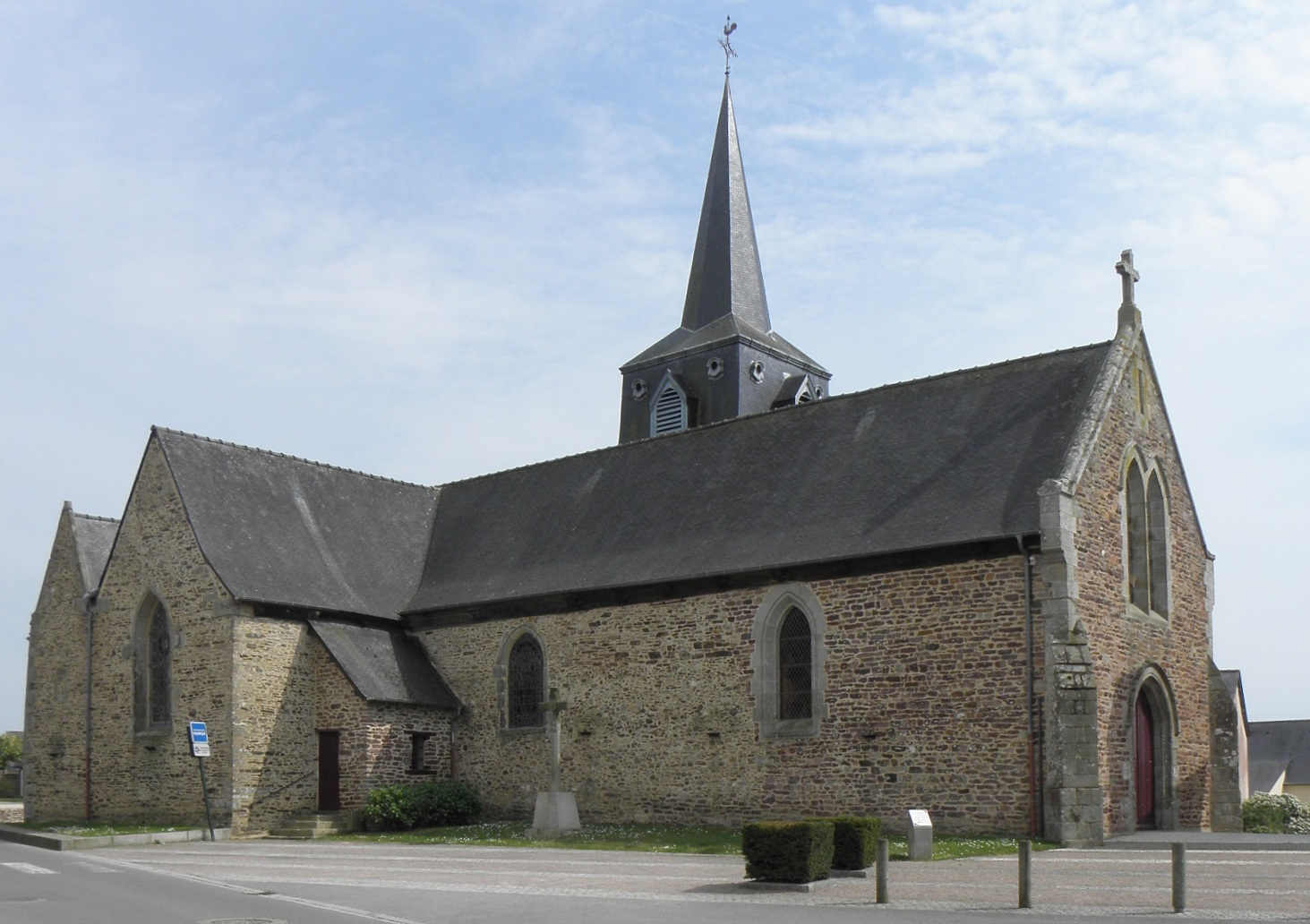
Kirche Saint-Onen